# Thurnen
Thurnen är en kommun i distriktet Bern-Mittelland i kantonen Bern i Schweiz. Kommunen har 2 057 invånare (2023). Huvudort är Mühlethurnen.
Kommunen skapades den 1 januari 2020 genom sammanslagningen av de tidigare kommunerna Kirchenthurnen, Lohnstorf och Mühlethurnen.